# Newberry (Michigan)
Pour les articles homonymes, voir Newberry.
Newberry est un village situé dans l’État américain du Michigan. Il est le siège du comté de Luce. 
Les chutes Tahquamenon se trouvent entre Newberry et la communauté de Paradise. 

## Histoire
Newberry est fondé en 1882 et devint le siège de comté lorsque le comté de Luce se sépara du Comté de Chippewa en 1887. Son premier tribunal fût complété en 1890.
Le village a été nommé en l'honneur de John Stoughton Newberry, un représentant américain et industriel de l'état du Michigan.

### Incendies
Newberry fût le site de deux importants incendies. L'incendie de Sleeper Lake eut lieu en août 2007 et brûla approximativement 75.1 km2 au nord de Newberry. En mai 2012, l'incendie de Duck Lake brûla approximativement 88.1 km2 non loin du parc d'État de Tahquamenon Falls, au nord-est. Ces deux incendies furent provoqués par des coups de foudre. Alors que le village lui-même n'était pas menacé, les efforts de lutte contre les incendies furent coordonnés à Newberry.

## Géographie
Selon le Bureau du recensement des États-Unis, le village dispose d'une superficie globale de 2,54 km2. 

### Climat
Selon le système de classification de Köppen, Newberry a un climat continental humide. Un climat continental humide est une région climatique définie par de grandes différences de température saisonnière, avec des étés chauds à très chauds (et souvent humides) et des hivers froids (parfois très froids). La précipitation est habituellement répartie tout au long de l'année. La définition de ce climat concernant la température est comme suit: la température moyenne du mois le plus froid doit être en dessous de −3 °C et il doit y avoir au moins quatre mois dont les températures moyennes sont égales ou supérieures à 10 °C. De plus, le site en question ne doit pas être semi-aride ou aride.
| Mois                              | jan.  | fév.  | mars | avril | mai  | juin | jui. | août | sep. | oct. | nov. | déc. | année |
| --------------------------------- | ----- | ----- | ---- | ----- | ---- | ---- | ---- | ---- | ---- | ---- | ---- | ---- | ----- |
| Température minimale moyenne (°C) | −12,4 | −12,3 | −7,9 | −1,8  | 4,4  | 9,8  | 12,7 | 12,3 | 8,9  | 2,9  | −2,6 | −8,6 | 0,4   |
| Température moyenne (°C)          | −8,6  | −7,8  | −3,1 | 3,7   | 10,6 | 16,2 | 18,7 | 18,3 | 14,4 | 7,5  | 0,9  | −5,1 | 5,5   |
| Température maximale moyenne (°C) | −4,8  | −3,2  | 1,8  | 9,1   | 16,8 | 22,6 | 24,8 | 24,2 | 19,8 | 12,1 | 4,4  | −1,7 | 10,5  |
| Record de froid (°C)              | −34   | −36   | −31  | −19   | −18  | −4   | −2   | −2   | −8   | −16  | −23  | −30  | −36   |
| Record de chaleur (°C)            | 11    | 13    | 23   | 29    | 34   | 37   | 39   | 37   | 36   | 28   | 22   | 16   | 39    |
| Précipitations (mm)               | 56    | 34    | 51   | 65    | 70   | 77   | 83   | 77   | 100  | 109  | 74   | 63   | 860   |

## Personnalités liées au village
- Terry O'Quinn, ayant joué John Locke dans Lost : Les Disparus